# Zygothuria connectens
Zygothuria connectens is een zeekomkommer uit de familie Mesothuriidae.
De wetenschappelijke naam van de soort werd in 1898 gepubliceerd door Rémy Perrier.